# Elecciones estatales extraordinarias de Chihuahua de 1975
Las Elecciones estatales extraordinarias de Chihuahua de 1975 se llevaron a cabo el 11 de mayo de 1975, y en ellas se renovaron los siguientes cargos de elección popular:
- 2 ayuntamientos. Compuestos por un presidente municipal y regidores, electos para un periodo de dos años no reelegibles para el periodo inmediato.[1]

## Resultados electorales

### Ayuntamientos

#### Matamoros
- Salvador Domínguez Q.   Hecho

#### Santa Bárbara
- Jesús Ulloa   Hecho